# Quercyrail
Quercyrail ist ein französischer Verein mit Sitz in Cajarc, der von 1993 bis 2003 einen touristischen Museumsbetrieb mit alten Eisenbahnfahrzeugen durchführte. Der Name setzt sich aus den Begriffen Quercy, der historischen Bezeichnung für die Gegend um Cahors, und rail (Schiene, im weiteren Sinn „Eisenbahn“) zusammen. Neben zahlreichen freiwilligen Mitarbeitern waren bei dem Verein auch mehrere Personen fest angestellt.

## Geschichte
Unter dem Namen „Regiorail“ wurde der Verein 1984 gegründet. Ziel war der Erhalt der landschaftlich reizvollen Bahnstrecke Cahors–Capdenac entlang des Flusses Lot, die seit 1980 nur noch von Güterzügen befahren wurde. Am 17. Juni 1985 wurde erstmals eine Rundfahrt mit einer von der Staatsbahn SNCF gemieteten Triebwagengarnitur angeboten. Eingesetzt wurde ein Dieseltriebwagen der Baureihe X 2800 mit einem XR-6000-Beiwagen, die Tour führte von Cahors über Capdenac, Rocamadour und Brive-la-Gaillarde wieder nach Cahors.
Die Einnahmen aus den ersten Veranstaltungen ermöglichten es dem Verein, im November 1985 ein eigenes Triebfahrzeug zu erwerben. Die Wahl fiel auf den X 2425 der Baureihe X 2400 und dazu den Decauville-Beiwagen XR 8232. Bald darauf folgte der 1986 abgestellte RGP2-Triebzug X 2709. Mit deren Erwerb konnte auf das Anmieten von SNCF-Fahrzeugen für die „Tours du Lot“ verzichtet werden.

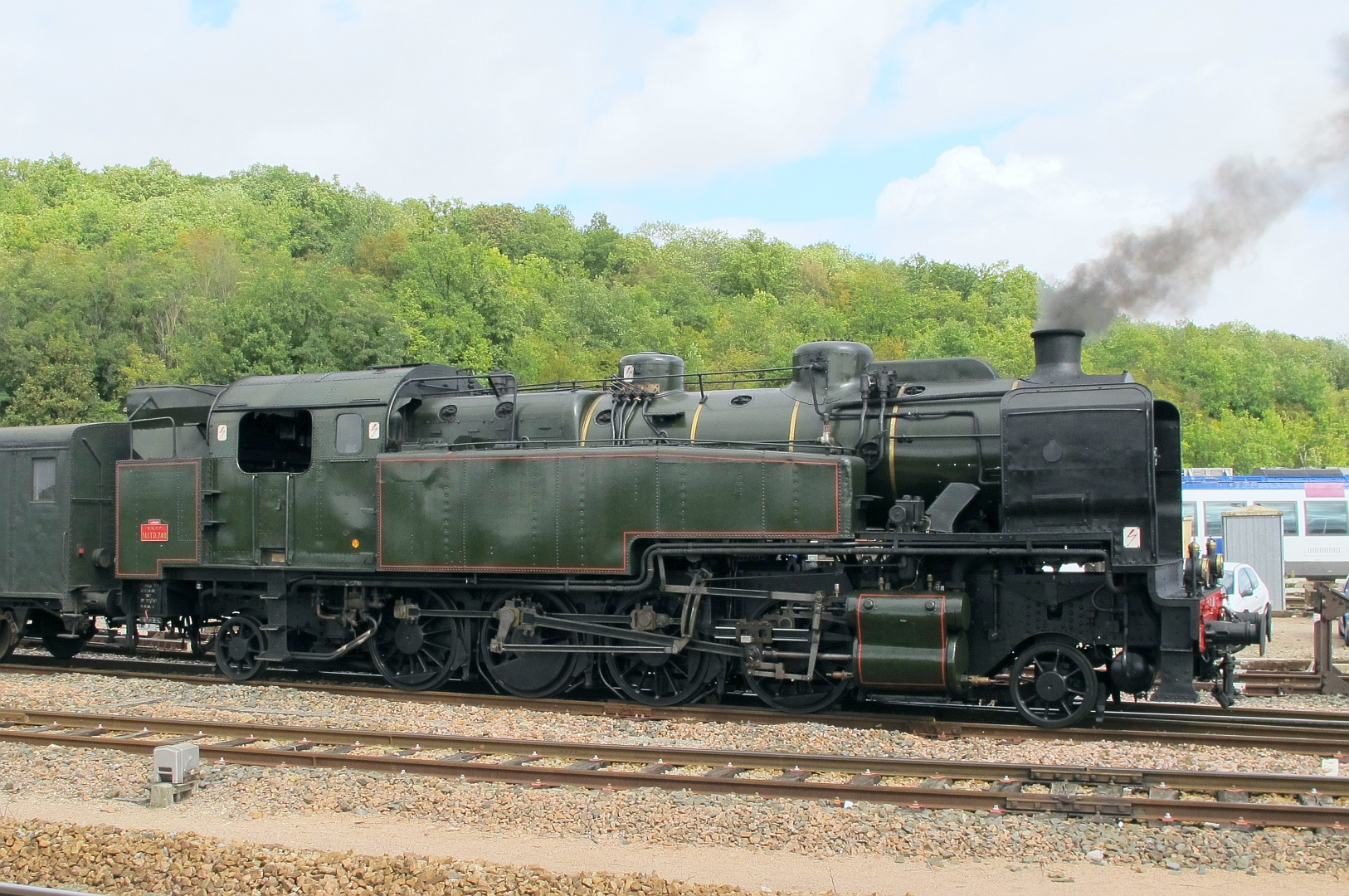
Dampflokomotive 141 TD 740

Am 14. Juli 1986 wurde auf der Strecke Cahors–Capdenac ein Dampfzug mit der Lokomotive 141 TD 740 des Train à vapeur en Limousin eingesetzt. Entsprechende Fahrten wurden fortan bis 2003 jährlich am französischen Nationalfeiertag durchgeführt. 1989 stellte die SNCF auch den Güterverkehr auf der Strecke ein. Der Verein konnte jedoch 1990 den bereits begonnenen Abbau der Anlagen vorerst stoppen.
Anfang 1990 wurden die seit 1926 außer Betrieb befindlichen Schleusen im Lot instand gesetzt, um auf dem Fluss touristischen Verkehr mit Pénichettes anbieten zu können. Nach langen Verhandlungen genehmigte das Verkehrsministerium dem Verein 1992 den Betrieb von Museumszügen auf der parallel verlaufenden Bahnstrecke. 1993 schloss er mit der SNCF und den Départementräten der Départements Lot und Aveyron ein entsprechendes Abkommen. Die Strecke wurde den beiden Départements übergeben, die ihrerseits Quercyrail mit deren Unterhalt und dem Betrieb beauftragten. Die Bahnhöfe Cahors und Capdenac durften von den Museumszügen angefahren werden, die Unterhaltung der Schranken und Lichtzeichen an den Bahnübergängen verblieb bei der SNCF. Damit war die längste Museumsbahn des Landes entstanden. Nach von Freiwilligen durchgeführten Instandsetzungsarbeiten konnte im Mai 1993 zwischen Cahors und Cajarc der touristische Verkehr wiederaufgenommen werden. Neben reinen Zugfahrten wurden auch kombinierte Fahrten Zug/Schiff sowie mit Zugfahrten verbundene Wanderungen, Besichtigungen und gastronomische Aufenthalte angeboten.

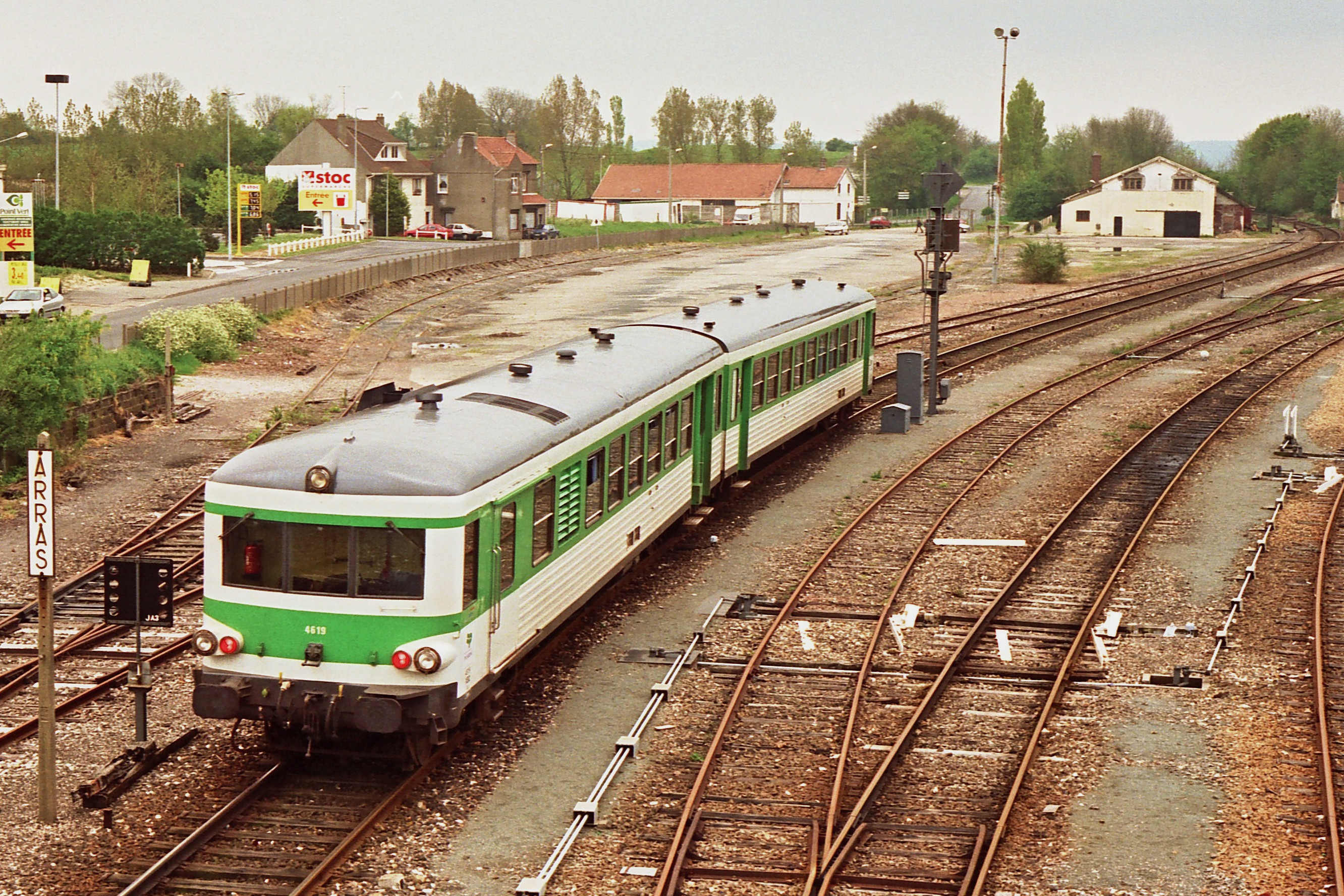
Neu lackierter, nicht modernisierter X 4519 der Bauart „Caravelle“ von Quercyrail in Étaples-le-Touquet (2000)

Zwischen Mai und Oktober 1993 verkehrten 47 Züge auf der Strecke; drei Jahre später waren es bereits 120 Züge, die 10.000 Passagiere beförderten. Im Jahr 2003 wurden rund 15.000 Fahrgäste gezählt. 1997 wurde mit der „Caravelle“ X 4511 ein weiterer Dieseltriebwagen angeschafft, der sich wegen der großen Fenster für den touristischen Verkehr als gut geeignet erwies. Bald darauf folgten der X 4519 und der „Picasso“ X 3825, des Weiteren wurden eine Kleinlokomotive, zwei Draisinen und mehrere Güterwagen angeschafft.

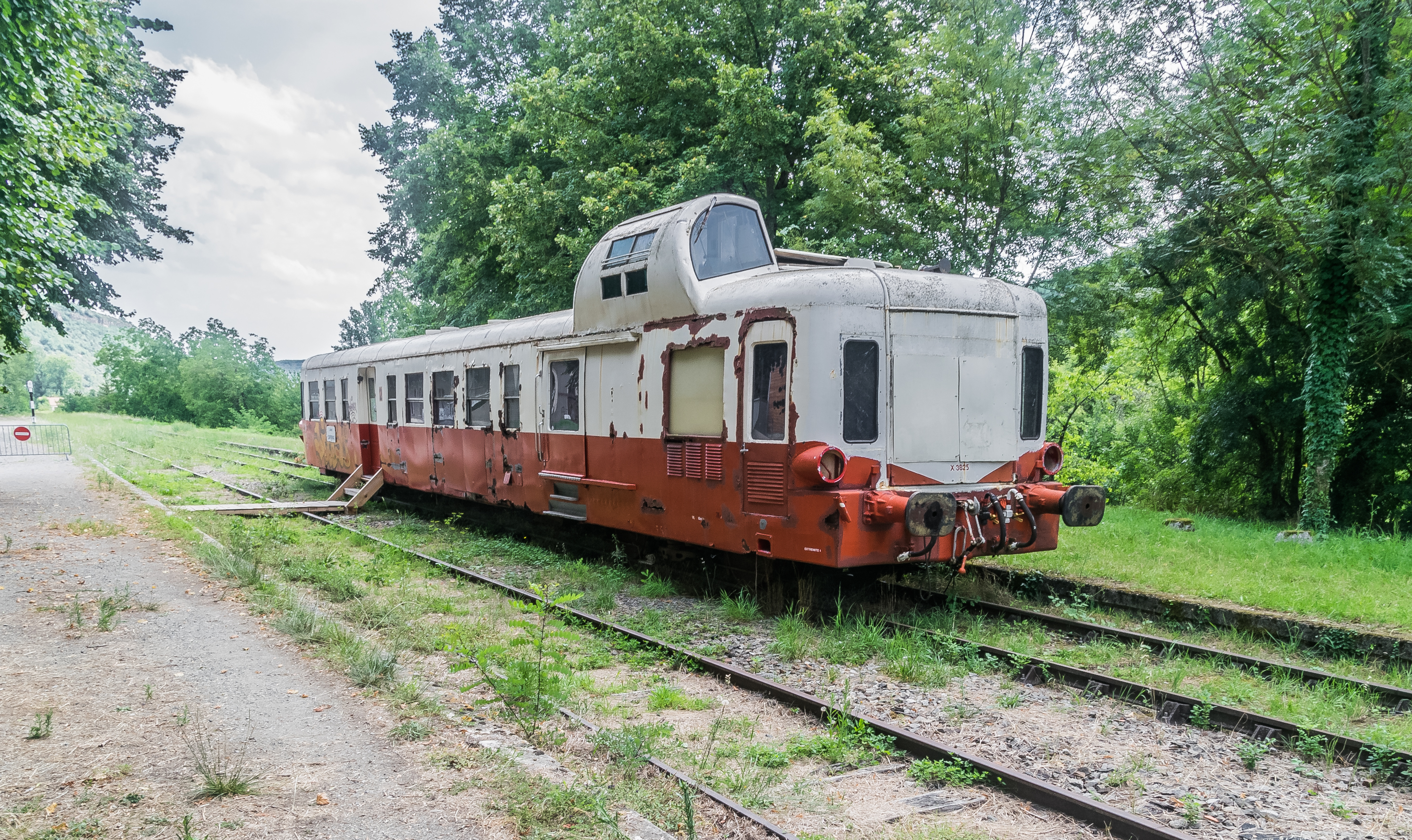
„Picasso“ X 3825 in Cajarc (2017)

1997 entstand mit dem „Truffadou“ eine zweite touristische Museumsbahn im Quercy. In jenem Jahr ging die Strecke Cahors–Capdenac an das Infrastrukturunternehmen Réseau ferré de France (RFF) über, die technische Kontrolle verblieb bei der SNCF. Im Frühjahr 2002 wurde beim Bau der Autobahnbrücke der A 20 über den Lot die Strecke im Güterverkehr für die Beförderung von Brückenteilen genutzt. Die Verantwortlichen deren Betreibergesellschaft Autoroutes du sud de la France (ASF) charterten wiederholt Fahrzeuge von Quercyrail, um die auf der Straße schlecht erreichbare Baustelle zu besichtigen.
Am 28. Dezember 2003 verkehrte letztmals ein Zug von Quercyrail zwischen Cahors und Capdenac. Für die Erteilung der Betriebsgenehmigung für das Jahr 2004 verlangte die SNCF den vorherigen Austausch von 1000 Schwellen, die dafür veranschlagten Kosten von ca. 100.000 Euro überstiegen jedoch die finanziellen Möglichkeiten des Vereins. Seitdem wurde die Strecke nicht mehr von Zügen befahren. Am 9. Juni 2011 wurde sie von RFF stillgelegt und ist mittlerweile teilweise abgebaut. Der Verein bemüht sich, den ca. 16 km langen Abschnitt Cajarc–Saint-Cirq-Lapopie zu erhalten, der Pflanzenbewuchs wird regelmäßig von Freiwilligen beseitigt. 2018 bemühte sich Quercyrail um eine Wiederaufnahme des Bahnbetriebs mit neuen, leichten Fahrzeugen und suchte diesbezüglich nach Partnern für dessen Finanzierung. 2019 wurde mit der Stadtverwaltung von Cajarc bezüglich der Nutzung des dortigen Lokomotivschuppens verhandelt. Der „Picasso“-Triebwagen des Vereins soll aufgearbeitet werden.